# Bryan Zaragoza
Bryan Zaragoza Martínez (født 9. september 2001) er en spansk professionel fodboldspiller, der er blevet lejet ud til den spanske La Liga-klub Osasuna samt på det spanske landshold.

## Klubkarriere

### Granada CF
Efter Bryans retur fra hans lejeaftale i El Ejido blev han en del af Granadas reservehold, som spiller i Segunda Federación.
Den 30. november 2021 debuterede han for førsteholdet, og blev skiftet ind i halvlegspausen i en 7-0 sejr over CD Laguna de Tenerife i Copa del Rey.
Den 14. januar 2022 forlængede han sit kontrakt med klubben til 2024.
Den 18. november 2022 scorede han sit første mål for førsteholdet i en 4-0 sejr over Albacete Balompié.
Den 29. maj 2023 forlængede han sit kontrakt med klubben til 2027.
Den 14. august 2023 debuterede han i La Liga i et 3-1 tab til Atlético Madrid, hvor han spillede de sidste 9 minutter. Tolv dage senere scorede han sit første mål i ligaen i en 3-2 hjemmesejr over RCD Mallorca.

### CD El Ejido
Den 23. september 2020 blev Bryan lejet ud til Primera Federación-klub El Ejido.

### Bayern München
Den 6. december 2023 blev Bryan købt af Bayern München for en rapporteret sum af 15 millioner euro, men skiftet skulle ske i starten af 2024-25-sæsonen med en kontrakt til 2029. Men han skiftede tidligt til klubben den 1. februar 2024 i en lejeaftale for at erstatte skadet Kingsley Coman for en sum af omkring 4 millioner euro.

### CA Osasuna
Den 9. august 2024 blev Bryan lejet ud til La Liga-klub CA Osasuna for en sum af 250 tusind euro uden en mulighed for at gøre skiftet permanent.

## Landsholdskarriere
Den 8. oktober 2023 blev han udtaget til to kampe for det spanske landshold i kvalifikation til EM 2024 mod Skotland og Norge, og blev den første Granada-spiller til at blive udtaget til landsholdet efter Ángel Castellanos i 1974. Fire dage senere debuterede han for landsholdet i en 2-0 sejr over Skotland, hvor han blev skiftet ind i halvlegspausen for at erstatte Mikel Oyarzabal.